# Rai Mux A (switch-over)
RAI Mux A è stato uno dei multiplex della televisione digitale terrestre a copertura nazionale presenti nel sistema DVB-T italiano. Apparteneva a Rai Way, società controllata da Rai, e non trasmetteva nelle aree in cui era già avvenuta la transizione al digitale. Il mux è stato chiuso il 4 luglio 2012 con la conclusione degli ultimi switch-off.

## Caratteristiche
Il RAI Mux A non aveva la quota minima del 40% da dare in affitto stabilita dalla legge per i multiplex privati perché di proprietà pubblica.

## Servizi

### Canali presenti al momento della chiusura

#### Canali televisivi
| LCN | Canale      | Note                |
| --- | ----------- | ------------------- |
| 1   | Rai 1       | FTA                 |
| 2   | Rai 2       | FTA                 |
| 3   | Rai 3       | FTA (TGR regionale) |
| 21  | Rai 4       | FTA                 |
| 48  | Rai News 24 | FTA                 |

#### Canali radiofonici
| LCN | Canale     | Note |
| --- | ---------- | ---- |
| 800 | FD Leggera | FTA  |

#### Servizi interattivi in standard MHP
| LCN | Servizio interattivo | Note |
| --- | -------------------- | ---- |
| 99  | Rai Interattiva      | FTA  |

#### Test card e schermi neri
| LCN | Canale        | Note               |
| --- | ------------- | ------------------ |
| 100 | Rai Test      | Schermo nero (FTA) |
| 101 | Rai Test 1    | Schermo nero (FTA) |
| 102 | Rai Test 2    | Schermo nero (FTA) |
| 103 | Rai Test 3    | Schermo nero (FTA) |
| 104 | Rai Test 4    | Schermo nero (FTA) |
| 105 | Rai Test 5    | Schermo nero (FTA) |
| 106 | Rai Test 6    | Schermo nero (FTA) |
| 107 | Rai Test HD 2 | Schermo nero (FTA) |
| 108 | Rai Test HD 3 | Schermo nero (FTA) |